# 伊藤春香
伊藤 春香（いとう はるか、7月6日 - ）は、日本の女性声優。東京都出身。

## 来歴
オフィス薫附属声優養成所を飛び級で卒業（第15期）。以前はオフィス薫に所属していた。2012年6月から2023年3月までアーツビジョンに所属。

## 人物
趣味・特技は映画・DVD鑑賞、TVゲーム、カメラ、漢検準2級、英検準2級。
音域はアルト。

## 出演

### テレビアニメ
- ドラえもん（テレビ朝日版第2期）（2007年）
- 名探偵コナン（2010年 - 2012年、留守番電話音声）
- 銀魂'（2011年 - 2012年、子供D、百華B、女子B）
- 惡の華（2013年）

### ゲーム
- エンゲージナイツ 〜新約英雄大戦〜（2013年、ウィリアム・テル、カラミティー・ジェーン[3]）

### 吹き替え

#### 映画
- アウェイク
- 悪魔を見た
- ザ・ターゲット 陰謀のスプレマシー（メイリン）
- サロゲート
- ヒューマン・ボム（ジェイク）
- THE 4TH KIND フォース・カインド（デリーザ）
- プンサンケ

#### ドラマ
- アーロン・ストーン
- ALPHAS/アルファズ
- イニョン王妃の男
- 救命医ハンク セレブ診療ファイル
- 恐竜SFドラマ プライミーバル 第3章
- ゴースト 〜天国からのささやき（エイミー、ダイアナ、ティナ）
- コールドケース7 ザ・ファイナル（若いヴォンダ）
- CSI:ニューヨーク（ジョディ、サラ）
- ジーク アンド ルーサー（ベティー）
- 新・上海グランド（ホァン夫人）
- テラノバ/Terra Nova
- 特殊能力捜査官 ペインキラー・ジェーン（少女ジェーン、少女エリース）
- ドラゴン桜（プリプ母、イェジ）
- NUMBERS 天才数学者の事件ファイル4（オードリー）
- PERSON of INTEREST 犯罪予知ユニット2
- 反撃のレスキュー・ミッション
- プッシング・デイジー 〜恋するパイ・メーカー〜（ランディ・ニッキー）
- プリティ・リトル・ライアーズ シーズン3
- 弁護士イーライのふしぎな日常2（アンジェラ）
- ボストン・リーガル2（サマンサ）
- ホワイトチャペル3 終わりなき殺意
- 誘拐交渉人 裏切りの陰謀
- ライ・トゥ・ミー 嘘は真実を語る3（キーラ）
- リゾーリ&アイルズ ヒロインたちの捜査線
- 私はラブ・リーガル2

#### アニメ
- チャギントン（リン）

### ボイスオーバー
- お母さん交換 改造家族計画
- 追跡!ビッグフット・謎の生物（ラネー）
- 徹底探索!行方不明者